# Khay
Khay (fl. XIII secolo a.C.) è stato un governatore egizio durante la XIX dinastia.
| N28 · a · Y1 | i | i | A52 |

| N28 · a · Y1 | i | i | A52 |

## Biografia
Incerti sono l'anno della sua nascita e quello della sua morte. Si suppone sia nato verso la fine del regno di Ramses I e che suo padre Hai e sua madre Nwb-Em-Niwb vissero durante buona parte del regno di Seti I.

Sotto il regno di Ramses II, Khay divenne vizir a pieno titolo.
Fu sepolto in una piramide - cosa insolita dato il periodo in cui visse - alta 15 m e larga 12 m, che in tempi posteriori fu trasformata in tempio copto e poi in parte distrutta all'inizio dell'VIII secolo.

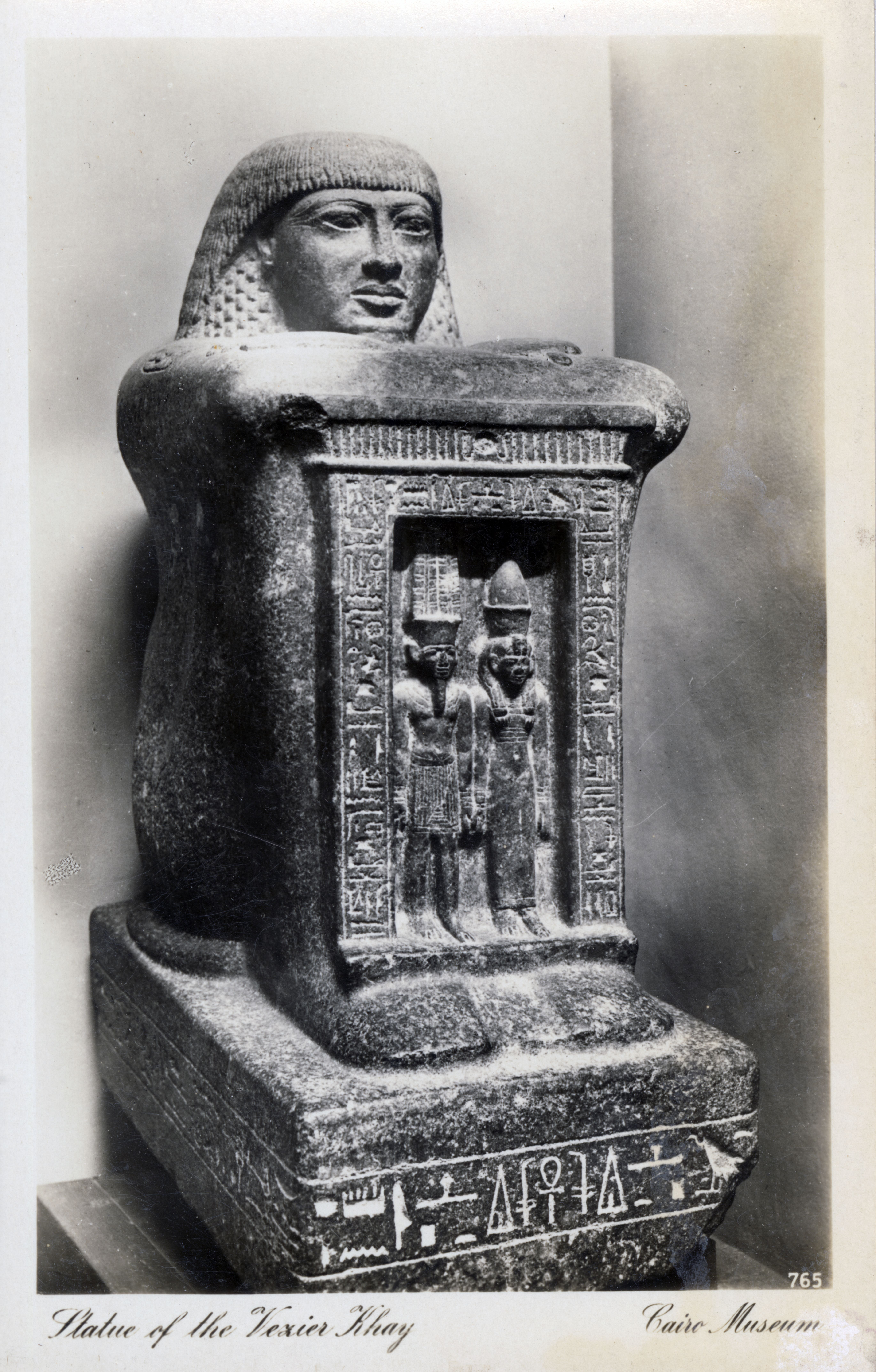
Statua-cubo con edicola del dignitario Khay (Cairo CG 42165), Museo Egizio del Cairo.